# Тернопільський район (1966—2020)

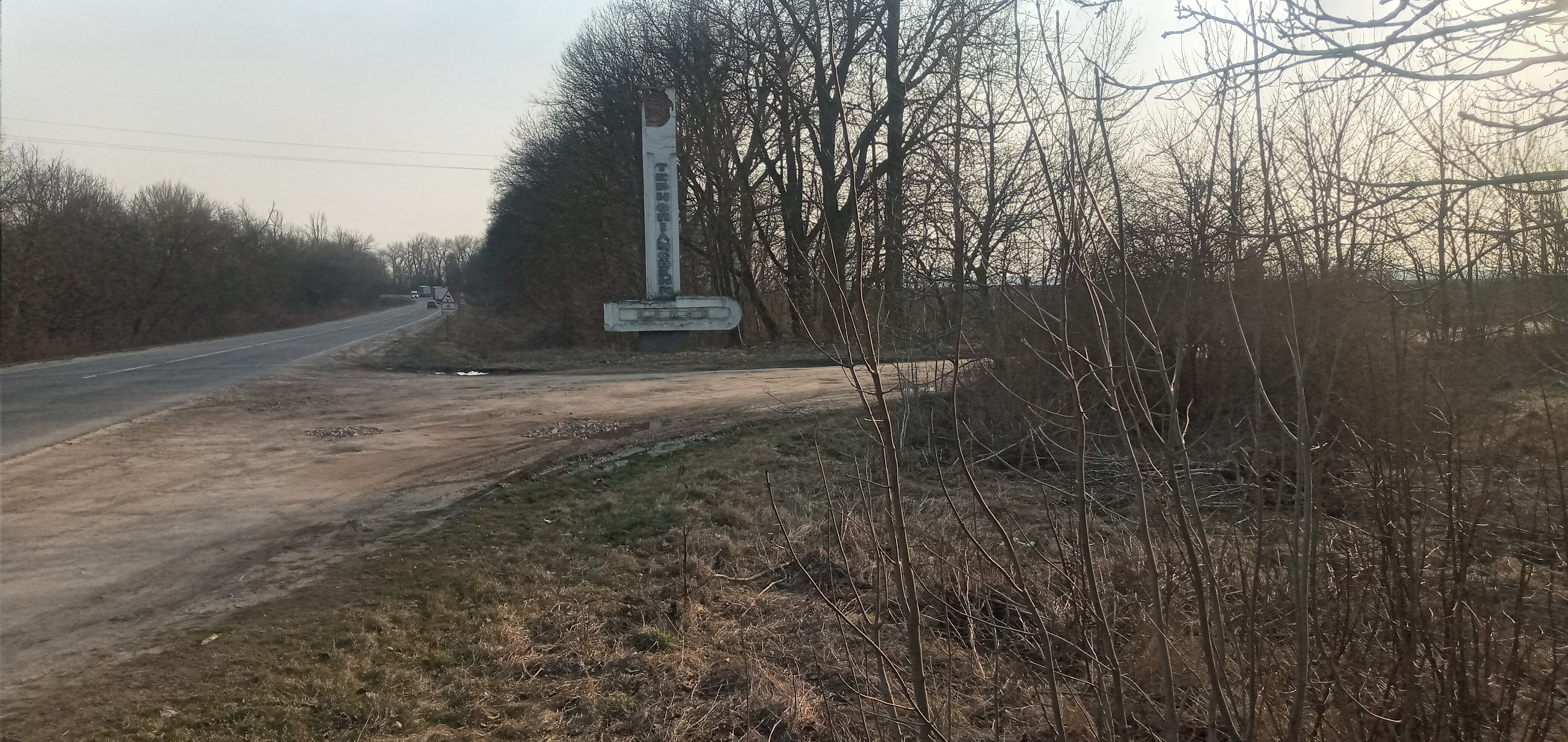
Дороговказ на кордоні колишнього Тернопільського та Збаразького районів

Терно́пільський райо́н — колишній адміністративний район у Тернопільській області, утворений згідно з Указом Президії Верховної Ради Української РСР № 1012 від 8 грудня 1966 року. Загальна площа 749,11 км² (5,4 % від території області, 7 місце серед районів), межував з Теребовлянським, Збаразьким, Зборівським, Козівським і Підволочиським районами. Населення — 67 тис. осіб (2017; міське — 17 %, сільське — 83 %); із них — понад 90 % українці, мешкають також росіяни, поляки, білоруси, євреї. Районний центр — місто Тернопіль.

## Географія
Територія району — на Подільській височині. Поверхня — хвиляста лесова рівнина, розчленована долинами річок, ярами і балками. На сході району — горбисте пасмо Товтр. Трапляються карстові форми рельєфу. Поклади кварцового піску, глини, вапняків, пісковиків, торфу, самород. сірки. Є джерела мінеральних вод (побл. с. Настасів). Тернопільський район належить до вологої, помірно теплої агрокліматичної зони. Основні річки — Серет із притокою річкою Гнізна (басейн Дністра). Площа лісів — 4,9 тис. га (береза, граб, дуб, липа, сосна, ялина, ясен). Переважають ґрунти чорноземні й опідзолені.

## Історія
Район знаходиться в межах Волино-Подільської височини і є одним з найбільш ранніх в історії заселення краю. Людина з'явилась тут в епоху раннього палеоліту (пізньоашельська фаза) — більше 200 тис. років тому, про що свідчать палеолітична стоянка біля с. Великий Глибочок, під час досліджень якої були виявлені різноманітні кремінні вироби того часу.
В епоху пізнього палеоліту (близько 50-40 тис. років тому) на території району зафіксовано значно більшу кількість стоянок первісних людей.
В епоху мезоліту та неоліту (Х-V тисячоліття до н. е.) стоянки людей поки що не виявлені, але надзвичайно цікавою є археологічна пам'ятка епохи енеоліту (IV—III тисячоліття до н. е.), яка належить до трипільської культури.
В епоху бронзової доби ІІ тисячоліття до н.е на території району зафіксовані пам'ятки архітектури шнурової кераміки та культури Ноа. Найбільший ливарний центр того часу знаходився біля с. Мишковичі. Місцеві майстри виготовляли різноманітні види зброї (бойові сокири — кельти), ювелірні вироби.
В перехідний період появи перших залізних знарядь праці та зброї місцеве населення з метою оборони від кочівників почало споруджувати різноманітні фортифікаційні споруди. Одна з них знаходиться біля смт.Велика Березовиця. Починаючи з VII—X століття до н. е. на території Західного Поділля відбувається експансія скіфського кочового елементу. На території району виникає достатньо велика кількість різноманітних поселень мешканці яких займались землеробством.
В перших століттях нової ери територія краю була заселена племенами черняхівської археологічної культури (II—IV століття н. е.). Поселення того часу зафіксовані біля сіл Біла, Дичків, Лозова, Чернелів-Руський, Чистилів.
В слов'янську епоху, яка розпочалася наприкінці V століття н. е. територія району входила до складу дулібського племінного об'єднання, яке на початку VII століття зазнало агресії з боку аварів, що негативно відбилося не тільки на економічному житті слов'янського населення, але і було своєрідним гальмом його демографічного росту. Значно пізніше VIII—IX століттях на території району з'являються слов'янські археологічні пам'ятки типу Луки-Райковецької. Поселення того часу досліджено на околицях с. Курники.
За добу стародавньої Руси Х-ХІІІ століття територія району входила до складу Теребовлянського князівства, а з 1199 року — Галицько-Волинського.
Після смерті останнього Галицько-Волинського князя Юрія ІІ (Болеслава Тройденовича) (1340 р.) в 1349 р. польський король Казимир III захопив територію Галичини. В складі Речі Посполитої територія району знаходилась до 1772 року, коли була приєднана до складу Австрійської імперії. 1870 року через Тернопіль була побудована залізнична колія в напрямку на Підволочиськ, що призвело до пожвавлення економіки краю.
В період І світової війни на території району проходили жорстокі бої між австро-німецькими і російськими військами. Економічна інфраструктура району була зруйнована. Недовготривале відновлення української державності у 1918—1919 роках не призвело до економічного підйому. Згідно з умовами Ризького миру (1921 р.) територія краю опинилась у складі Польщі. З початком ІІ світової війни територія західної України була приєднана до УРСР.
До 1939 діяли «Просвіта», «Січ», «Сокіл», «Луг», «Сільський господар», «Союз українок», «Рідна школа», «Відродження» та інші товариства. 1940-50-ті активність проявляли ОУН і УПА; нині встановлені пам'ятні знаки на місцях загибелі героїв національно-визвольних змагань, зокрема у с. Гаї-Шевченківські на місці криївки командира 3-ї воєнної округи «Лисоня» В. Якубовського (псевдо «Бондаренко», 1994), споруджено криївку-музей у с. Козівка, встановлено пам'ятний хрест у с. Стегниківці (обидва — 1999) та ін. У с. Козівка встановлено перший в області пам'ятник С. Бандері (1992, скульп. Б. Григоренко). Освячено символічні могили полеглим за волю України у майже всіх населених пунктах району. Від січня 1940 до грудня 1962 райцентрами були Великі Бірки та Великий Глибочок.
Після Другої світової війни народне господарство на території теперішнього району почало активно розвиватись і нарощувати свій аграрно-промисловий потенціал. Найрозвиненішими стали такі галузі як машинобудування та металообробка, харчова, легка, скляна і фарфоро-фаянсова промисловість.
У 2007, до відзначення 40-річчя утворення району, затверджено його символіку  — герб і хоругву. У 15-16 ст. містами та містечками були Баворів, Буцнів, Великі Бірки, Острів, Чернелів-Руський.
25 травня 2014 року відбулися Президентські вибори України. У межах Тернопільського району було створено 66 виборчих дільниць. Явка на виборах складала — 81,74 % (проголосували 42 325 із 51 781 виборців). Найбільшу кількість голосів отримав Петро Порошенко — 66,07 % (27 963 виборців); Юлія Тимошенко — 12,23 % (5 176 виборців), Олег Ляшко — 8,90 % (3 767 виборців), Анатолій Гриценко — 7,41 % (3 138 виборців). Решта кандидатів набрали меншу кількість голосів. Кількість недійсних або зіпсованих бюлетенів — 0,61 %.

## Адміністративний поділ

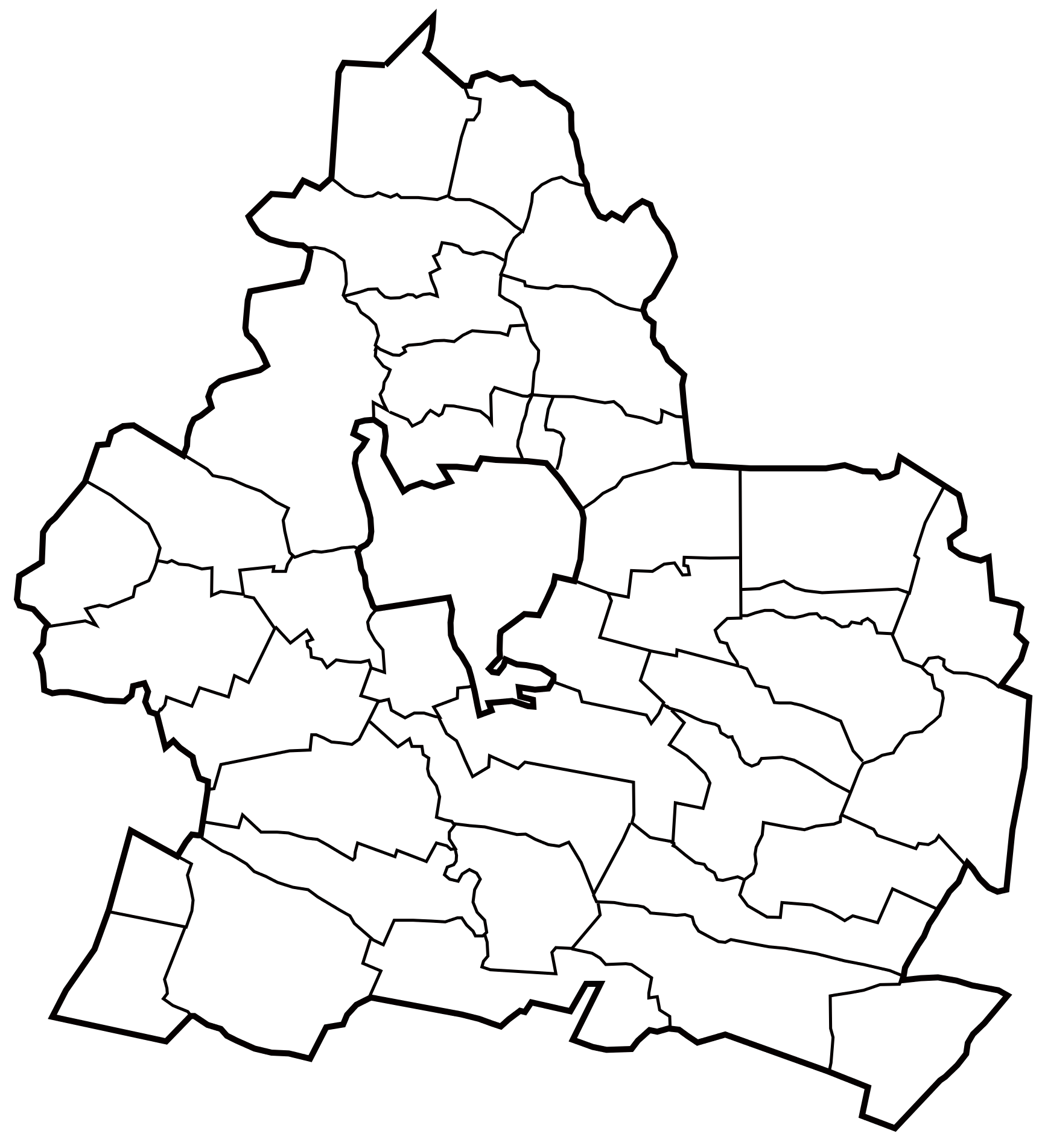

У районі — 56 населених пунктів: два смт (Велика Березовиця та Великі Бірки) і 54 села, об'єднані в 38 сільських та 2 селищні ради.

## Районна влада
Тернопільська районна рада

Тернопільська районна державна адміністрація

## Економіка
Загальна площа земель сільськогосподарського признач. — 61,8 тис. га, в тому числі рілля — 50,4 тис. га; сінокоси і пасовища — 9,8 тис. га. Землі району (переважно чорноземи) придатні для вирощування сільськогосподарських культур.
У виробництві валового сукупного продукту: промислові підприємства — 39,1 %, сільськогосподарські господарства — 37,7 %, будівництво — 5,3 %, інші галузі — 17,9 %. У районі вирощують та виробляють (тис. т): зерн. культури — 65,7, цукрові буряки — 155,1, картоплю — 50,4, овочі — 9,9, м'ясо — 4,3, молоко — 25,3; яйця — 122 (млн шт.).
Розвиток аграрного сектора, мінеральні ресурси та географічне розташування району зумовлюють структуру промисловості (на 2007): машинобудування і металообробка — 31,3 % (ТзОВ "Завод «Альфа-Газпромкомплект», ВАТ «Тернопільвтормет», ТзОВ «Тернопільський автоцентр КамАЗ»); пром-сть буд. матеріалів — 11 % (ВАТ «Комбінат із виробництва шляхобуд.матеріалів», ВАТ «Будіндустрія», ВАТ «Будматеріали»); харч. — 49,8 % (Мишковицький спиртозавод, м'ясоперероб. з-д, ЗАТ «Терноп. молокозавод», ТзОВ «М'ясовіта», ВАТ "Птахофабрика «Тернопільська»); борошномельно-круп'яна і комбікорм. — 3,8 % (ДП «Ветсанзавод», ТзОВ «Тернопіль-комбікорм», ТзОВ «Віконт»); ін. — 4,1 %. На території Тернопільського району на кінець 2007 діяли 250 суб'єктів малого підприємництва — юридичних та 3010 фізичних осіб-підприємців. На січень 2007 зареєстровано 130 фермерських господарств.
У галузевій структурі підприємницької діяльності домінують: промисловість, сільське господарство і торгівля.
15 вересня 2016 року в Настасові на базі ПАП «Агропродсервіс» відкрили завод із переробки сої.

## Транспорт
Залізничні станції: Бірки-Великі, Глибочок-Великий, Березовиця-Острів, Курники. Протяжність району з півночі на південь — 38 км; зі сходу на захід — 32 км. Районом проходять автошляхи М12, E50, E85.

## Населення
Розподіл населення за віком та статтю (2001)
| Стать | Всього | До 15 років | 15-24 | 25-44 | 45-64 | 65-85 | Понад 85 |
| --- | ------ | ----------- | ----- | ----- | ----- | ----- | -------- |
| Чоловіки | 28 489 | 5786        | 4475  | 9040  | 5977  | 3071  | 140      |
| Жінки | 32 315 | 5622        | 4388  | 8993  | 6873  | 5923  | 516      |
| \| Статево-вікова піраміда \| Статево-вікова піраміда \| Статево-вікова піраміда \| \| ----------------------- \| ----------------------- \| ----------------------- \| \| Чоловіки \| Вік \| Жінки \| \| 140 \| 85 + \| 516 \| \| 249 \| 80-84 \| 690 \| \| 531 \| 75-79 \| 1484 \| \| 997 \| 70-74 \| 1802 \| \| 1294 \| 65-69 \| 1947 \| \| 1308 \| 60-64 \| 1813 \| \| 1134 \| 55-59 \| 1359 \| \| 1594 \| 50-54 \| 1780 \| \| 1941 \| 45-49 \| 1921 \| \| 2632 \| 40-44 \| 2640 \| \| 2462 \| 35-39 \| 2342 \| \| 2061 \| 30-34 \| 2054 \| \| 1885 \| 25-29 \| 1957 \| \| 2135 \| 20-24 \| 2061 \| \| 2340 \| 15-20 \| 2327 \| \| 2473 \| 10-14 \| 2367 \| \| 1865 \| 5-9 \| 1897 \| \| 1448 \| 0-4 \| 1358 \| |        |             |       |       |       |       |          |
| Статево-вікова піраміда |        |             |       |       |       |       |          |
| Чоловіки | Вік    | Жінки       |       |       |       |       |          |
| 140 | 85 +   | 516         |       |       |       |       |          |
| 249 | 80-84  | 690         |       |       |       |       |          |
| 531 | 75-79  | 1484        |       |       |       |       |          |
| 997 | 70-74  | 1802        |       |       |       |       |          |
| 1294 | 65-69  | 1947        |       |       |       |       |          |
| 1308 | 60-64  | 1813        |       |       |       |       |          |
| 1134 | 55-59  | 1359        |       |       |       |       |          |
| 1594 | 50-54  | 1780        |       |       |       |       |          |
| 1941 | 45-49  | 1921        |       |       |       |       |          |
| 2632 | 40-44  | 2640        |       |       |       |       |          |
| 2462 | 35-39  | 2342        |       |       |       |       |          |
| 2061 | 30-34  | 2054        |       |       |       |       |          |
| 1885 | 25-29  | 1957        |       |       |       |       |          |
| 2135 | 20-24  | 2061        |       |       |       |       |          |
| 2340 | 15-20  | 2327        |       |       |       |       |          |
| 2473 | 10-14  | 2367        |       |       |       |       |          |
| 1865 | 5-9    | 1897        |       |       |       |       |          |
| 1448 | 0-4    | 1358        |       |       |       |       |          |

## Соціальна сфера
У Т. р.: НВК Великобірківська ЗОШ І-ІІІ ст. школа — гімназія ім. С.Балея (2006) , 49 ЗОШ, 23 дит. дошк. заклади (2007), 3 позашкільні навчальні заклади, 2 музичні школи, ДЮСШ, меморіальні музеї С. Крушельницької, Стецьків Ярослава і Слави історично-меморіальний музей, шкільні-краєзнавчі кімнати, 56 бібліотек, 47 ФАП. Діє Тернопільська вища духовна семінарія імені Патріарха Йосифа Сліпого. Виходить районна г. «Подільське слово». На території Тернопільського району розташовані пам'ятки архітектури: церкви Різдва Іоанна Хрестителя (1747, мур.; с. Баворів), Непороч. Зачаття Пресвятої Діви Марії (1744, мур.; с. Буцнів); палац (1720, мур.; с. Плотича), залізничний міст (1897, с. Буцнів) та ін. У с. Лозова є телевежа (вис. 256 м).

## Відомі люди
На території Тернопільського району

народилися: філолог-славіст, літературознавець, мовознавець, фольклорист, письменник, громадський діяч Кирило Студинський, музичні діячі Богдан Антків, Михайло Антків, Зиновій-Богдан. Антків, психолог, педагог, академік ПАН Степан Балей, військові діячі-генерали С. Жидек, П. Ковалишин, Володимир Пасько, громадські діячі Володимир, Григорій, Лука Гарматії, правник, державний діяч Ярослав Давидович, громадський діяч, публіцист Ярослав Демидась, Народний депутат України Василь Деревляний, письменники та історики В'ячеслав Будзиновський, Мирон Кордуба, Богдан Строцень, природознавець Мар'ян Ломницький, археолог, мистецтвознавець, історик Ігор Ґерета, поети Степан Алич (Мокрій), о. Петро Ґерета, Левко Крупа, Василь Ярмуш, художники Антоній Єзерський, Христина Куріца-Ціммерман, журналісти Ганна Макух, Богдан Новосядлий, Орест Глубіш, мистецтвознавець Олег Смоляк, історик Ярослав Стоцький, краєзнавці Роман Мацелюх, Богдан Пиндус, Віктор Уніят, Володимир Ханас, географ Іван Тесля та інші,

проживали: літературознавець, фольклорист, етнограф, бібліограф, мистецтвознавець, краєзнавець Петро Медведик, письменниця, громадсько-політична діячка Марія Куземко, політичний діяч Ярослав Стецько, проживають: педагог, громадський діяч Михайло Миколенко, письменник Петро Сорока, працювали і працюють господарники, громадські діячі: Борис Косенко, Сидяга Віталій-Роман, Василь Коломийчук, Василь Дідух, Степан Кулик, Олег Караванський, Володимир Крупніцький, Мирослав Кубант, Ігор Олійник, Іван Чайківський, громадсько-освітній діяч Богдан Головин, перебували Бонні Бернстрем, Леонід Кравчук, Дмитро Павличко, Йосип Сліпий, Лесь Танюк, Володислав Федорович, Іван Франко та інші.

## Пам'ятки
На території району виявлено археологічні пам'ятки — середнього та пізнього палеоліту, мезоліту, трипільської, черняхівської, висоцької, переворської і давньоруської культур, культури Лука-Райковецька, Ноа, західно-подільської групи скіфського часу, доби бронзи, ранньої залізної доби та інші. У районі діють заказники: Чистилівський орнітологічний та Серетський гідрологічний (розташовані. поблизу м. Тернопіль, між селами Чистилів, Великий Глибочок та Біла), пам'ятки природи місцевого значення Настасівський дендрологічний парк. Гідрологічні пам'ятки природи місцевого значення — джерела: Дичківське, Острівське , Смиковецьке, Ступківське та інші.
У районі є дві дерев'яні церкви.
| Назва населеного пункту | Патрон церкви                   | Рік побудови |
| ----------------------- | ------------------------------- | ------------ |
| Тернопіль               | Зарваницької ікони Матері Божої | 2008—2009    |
| Йосипівка               | святих Петра і Павла            | 1910         |